# Hockeria yoshiokai
Hockeria yoshiokai är en stekelart som beskrevs av Akinobu Habu 1960. Hockeria yoshiokai ingår i släktet Hockeria och familjen bredlårsteklar. Inga underarter finns listade i Catalogue of Life.